# Ghostrider’s MC
Der Ghostrider’s MC war ein deutscher Motorcycle Club, der am 21. November 1999 in den Bandidos aufging.

## Geschichte
Der Club Ghostrider’s MC existierte seit 1972 zunächst in den Niederlanden. Ein paar Freunde, die in Gelsenkirchen zusammen Motorrad fuhren, besuchten den Club in Brunssum. Über die Freundschaft mit den Clubmitgliedern entstand die Idee, einen eigenen Club zu gründen. Ende der 1970er wurde eine Abteilung des Clubs in Gelsenkirchen gegründet und nach einem halben Jahr Prospect-Zeit entstand das erste Chapter („Ortsverband“) auf deutschem Boden. In den 1980ern breitete sich der Club in Deutschland aus. Die Ghostriders waren nach eigenen Angaben zu ihrer Zeit einer „der größten und bekanntesten Motorrad-Clubs (MC) in Deutschland“. Eine jahrelange Rivalität hatten sie mit ihren Namensvettern, dem Ghost-Riders MC. Im Gegensatz zu diesen war ihre Farbe jedoch Gelb. Das Clublogo war ein gelbes Skelett. Das Bundeskriminalamt stufte die Ghostriders als kriminelle Vereinigung ein.
Am 21. November 1999 traten die 14 Chapter des Ghostrider’s MC geschlossen zu den Bandidos über. Die beiden Clubs verband eine jahrelange Freundschaft. Zunächst wurden die neuen Bandidos-Chapter als „Prospect-Chapter“, also „Bandidos auf Probe“ geführt. Am 3. Juni 2000 wurden die ehemaligen Ghostriders dann endgültig Bandidos. Sowohl die Medienlandschaft als auch die Strafverfolgungsbehörden sahen einen direkten Zusammenhang mit dem ein Jahr zuvor erfolgten Wechsel des Bones MC zu den Hells Angels Deutschland. Es wurde ein Ausweiten des skandinavischen Rockerkriegs auf Deutschland befürchtet. Die Rocker selbst beteuerten, dass es keinen Zusammenhang gebe und von den Bandidos in Deutschland „keine Eskalation“ ausgehe.